# Donald Buchla
Donald Buchla, född 17 april 1937 i South Gate, Kalifornien, död 14 september 2016 i Berkeley, Kalifornien, var en amerikansk pionjär inom ljudsyntes.   Han var meduppfinnare av den spänningsstyrda synthesizern tillsammans med Robert Moog, de två arbetade oberoende av varandra i början av 1960-talet.
Buchla föddes i South Gate, Kalifornien och växte upp i Kalifornien och New Jersey. Han studerade fysik, fysiologi och musik vid University of California, Berkeley och tog examen 1959 med fysik som huvudämne.
Han grundade sitt företag för elektronisk musikutrustning, Buchla and Associates, 1962. Han fick i uppdrag av kompositörerna Morton Subotnick och Ramon Sender, båda från San Francisco Tape Music Center, att skapa ett elektroniskt instrument för liveframträdanden, det resulterade i Buchla 100 series.
År 1970 lanserades Buchla 200-serien som tillverkades fram till 1985. Buchla skapade Buchla Series 500, den första digitalt styrda analoga synthesizern 1971. Kort därefter släpptes Buchla Series 300, som kombinerade Series 200 med mikroprocessorer, Music Easel, en liten bärbar allt-i-ett-synthesizer som släpptes 1972.
I början på 1990-talet började Buchla designa alternativa MIDI-kontrollers, såsom Thunder, Lightning och Marimba Lumina. Med det återuppväckta intresset för analoga syntar släppte Buchla en omarbetad 200-serie kallad 200e.

År 2012 förvärvades Buchlas imateriella rättigheter av ett australiskt holdingbolag, Audio Supermarket, som startade ett nytt varumärke, Buchla Electronic Musical Instruments (BEMI). Buchla anställdes som teknisk chef.
År 2015 rapporterades det att Don Buchla hade stämt ägarna till BEMI med hänvisning till hälsoproblem delvis på grund av
obetalda konsultarvoden och hävdat anspråk på sina ursprungliga immateriella rättigheter. Stämningen påstod kontraktsbrott från BEMIs ägares sida och Buchla krävde 500 000 dollar i ersättning. 
Rättsliga dokument som inlämnats till delstaten Kalifornien visar att domstolen beordrade att målet skulle avgöras genom skiljedom i juli 2015. 
I augusti 2016 avvisade domstolen målet mot bakgrund av att parterna hade nått en förlikning utanför domstol.
Efter Donald Buchlas död i september 2016, startades 2018 ett nytt företag, Buchla U.S.A. för att föra Buchlas arv vidare och fortsätta producera hans modulära synthesizersystem 200e. 

## Galleri

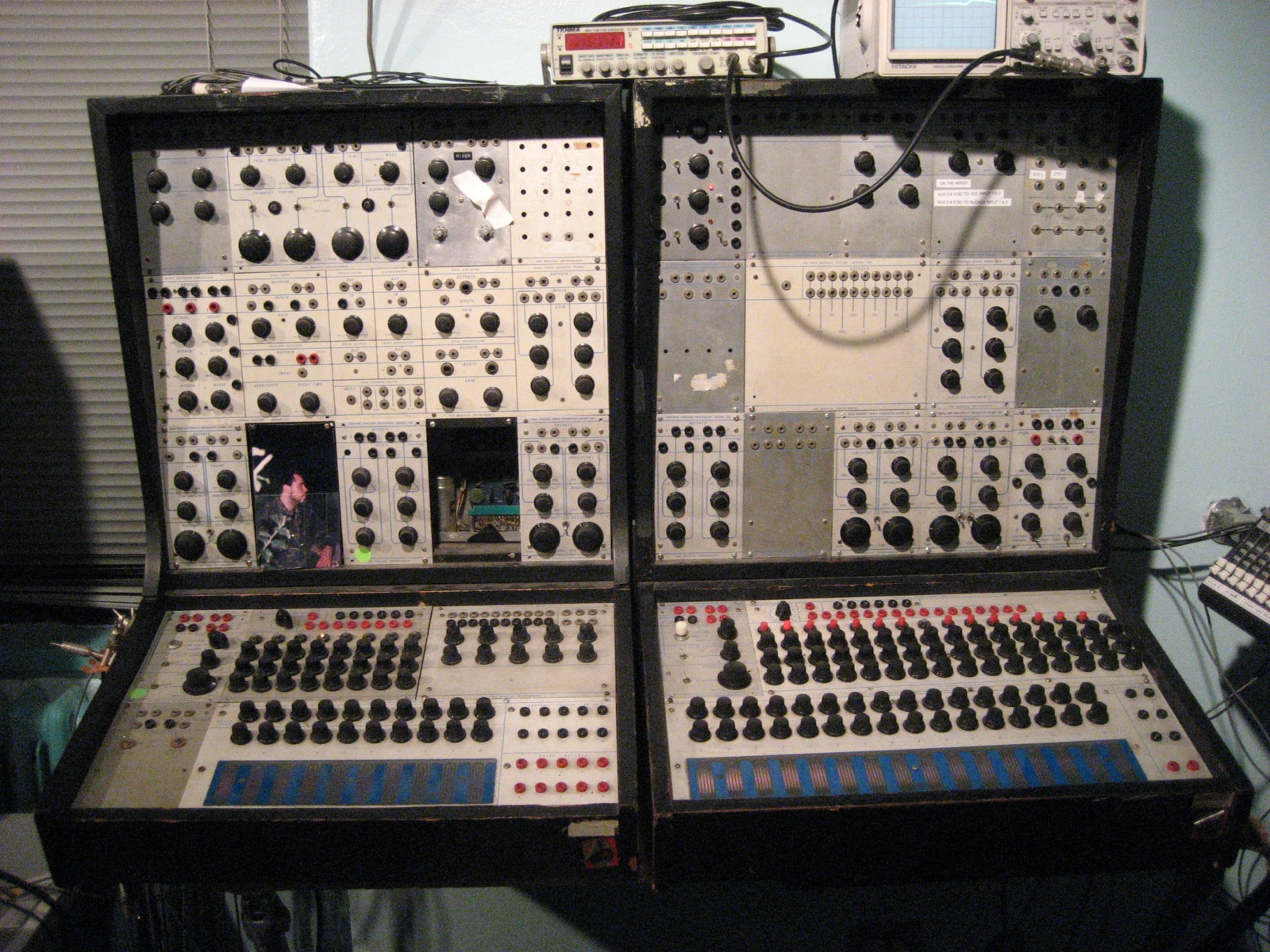
Buchla series 100 (1963-1966)
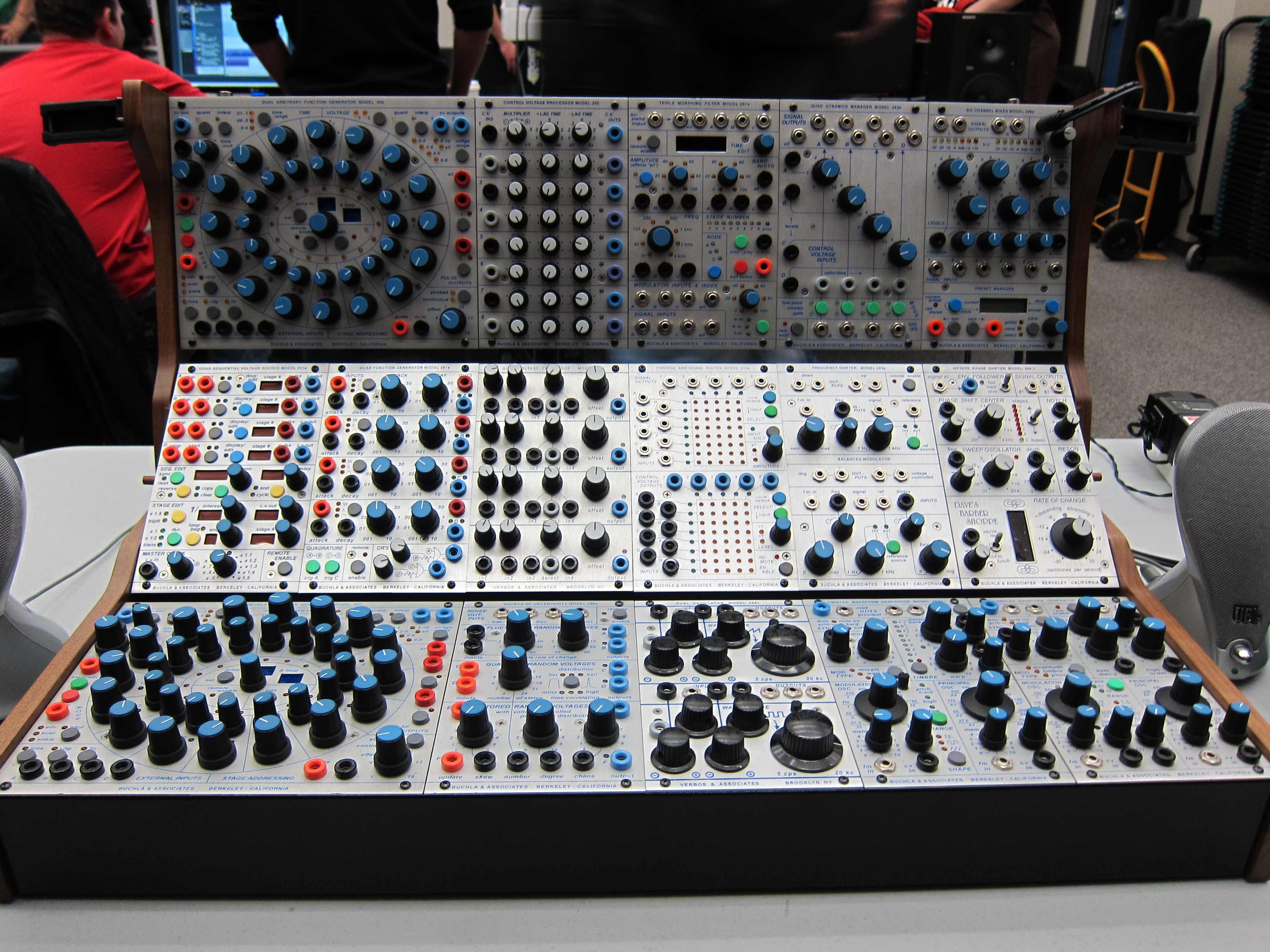
Buchla 200e
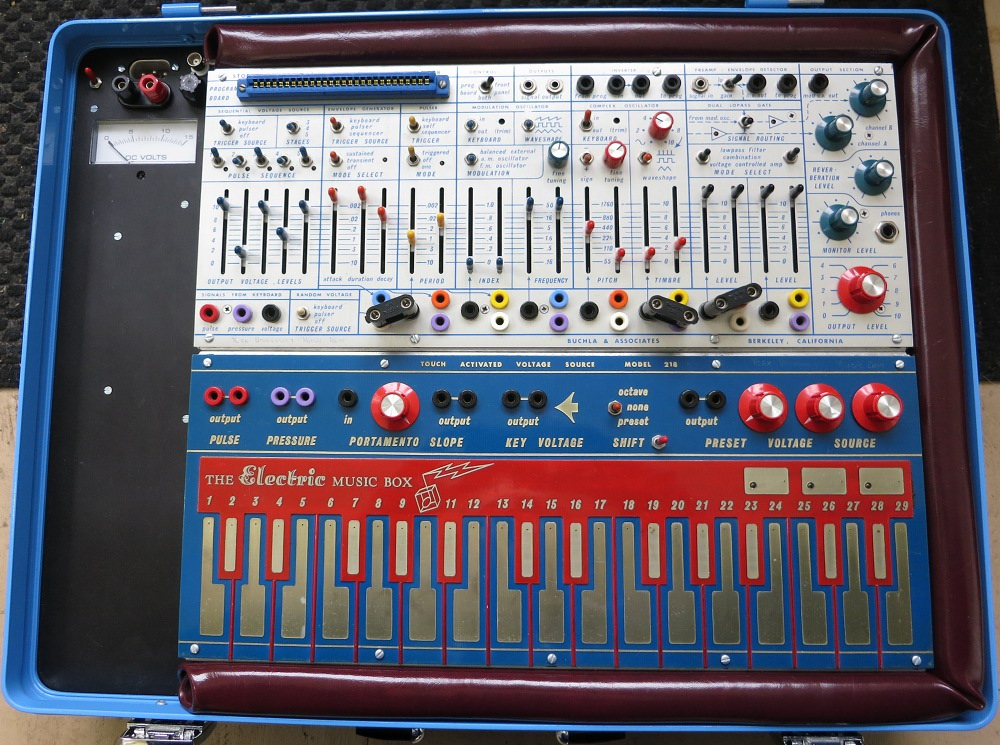
Buchla Music Easel